# Мост Петефи
Мост Петефи (мађ. Petőfi híd) мост је преко Дунава у Будимпешти, а повезује Будим и Пешту. Носи име по српском и мађарском песнику, Шандору Петефију. До краја Другог светског рата носио је име по Миклошу Хортију. Мост је важан за саобраћај у граду, има пешачку, друмску и трамвајску траку.

## Историјат
Одлуку о изградњи новог моста у Будимпешти донео је Парламент још 1908. године, међутим његова изградња је одложена због лоше организације, а након тога почео је Први светски рат. Ситуација се променила након пада Мађарске Совјетске Републике и доласка Миклоша Хортија на власт. Године 1930. расписан је конкурс за изградњу моста у којем је учествовало 17 пројектаната. Изградња моста започела је 1933. године на основу пројекта који није ни био на конкурсу, а његов аутор био је П. Х. Алдај. Радови на изградњи били су широко покривени у медијима, а мост је изграђен 1937. године.
У јануару 1945. године током повлачења Вермахта, мост је срушен, као и сви други мостови у Будимпешти. Радови на реконструкцији започети су неколико година касније, а завршени су 25. новембра 1952. године, када је мост званично отворен и преименован у Мост Петефи, по Шандору Петефију, српском и мађарском песнику и учеснику Мађарске револуције 1848. године.